# Exelastis caroli
Exelastis caroli là một loài bướm đêm thuộc họ Pterophoroidea. Nó được tìm thấy ở Kenia, inhabiting the coastal dunes.
Sải cánh dài 14–19 mm. The moth gặp ở tháng 3.